# 장쑤성
장쑤성(중국어 간체자: 江苏省, 정체자: 江蘇省, 병음: Jiāngsū Shěng, 우어: kaon su)은 중화인민공화국 동부의 성으로 화이허와 장강의 하류 지역에 위치하고 있다.

## 명칭
장쑤라는 명칭은 난징의 옛 이름인 장닝(江寧)의 ‘江’과 쑤저우(蘇州)의 ‘蘇’가 합쳐진 것이다. 1666년, 장강 유역의 큰 성이었던 장난 성(江南省)을 안후이성과 장쑤 성, 두 성으로 나누면서 오늘날의 명칭과 경계가 이루어졌다. 성 이름의 두 번째 글자인 ‘蘇’를 약칭으로 사용한다.
춘추시대 오나라가 이 지역에 있었기 때문에 ‘우(吳)’라는 별칭으로도 불리며, 곳곳에 호수, 강, 운하가 분포하고 있기 때문에 ‘수향(水鄕)’이라고도 불린다. 또한 농산물과 수산물이 풍성한 지역으로 예로부터 ‘어미지향(魚米之鄕)’이라고도 불렸다.

## 역사
장쑤 지역은 황하 유역의 신석기 문화와 비슷한 시기에 신석기 문화가 발전한 지역 가운데 하나이지만 고대 국가의 성립은 ‘중원’(황하 문화권)에 비해 늦었다. 이 지역에 사는 원주민들을 중원에서는 회이(淮夷)라고 불렀다. 주나라 때 이 지역에 세워진 오나라는 주나라의 많은 제후국 가운데 하나였다. 오는 춘추 시대 말기의 합려 왕의 시대에 강국으로 성장하여 기원전 484년 북쪽으로 산둥 지역에 자리하고 있던 제나라를 굴복시키고 한 때 중원의 패자 자리를 차지했으나 얼마가지 못하고 기원전 473년 오늘날 저장 지역에서 흥성한 월나라에 멸망당한다. 이 지역은 전국 시대에 들어와 장강 중류 지역의 강자로 부상한 초나라에 기원전 333년 병합됐고, 기원전 221년 진나라의 통일에 따라 제국의 판도 하에 들어갔다.
진나라를 이은 한나라 때에도 제국의 일부로 귀속되어 오늘날 장쑤 성 북부는 서주(徐州)에, 남부 지역은 양주(揚州)에 속했는데, 이때까지도 이 지역은 정치, 경제, 문화적으로 변방의 자리에 머물러 있었다. 삼국시대에는 오나라(222-280)의 중심지가 되었으며, 이후 4세기 무렵 시작된 위진남북조 시대에는 남조의 중심지가 되었다. 남북조 시대에는 북중국에 여러 유목민족의 국가에 세워짐에 따라 중원 지역의 한족이 대거 남하하여 장강 하류 지역에 정착하였고, 317년에 이들은 오늘날의 난징에 수도를 정하고 동진(東晋)을 세웠다. 문화적, 경제적으로 발전해 있던 중원 지역으로부터 다량의 인구 유입이 이루어짐에 따라 이 지역의 발전이 이루어지기 시작했다. 이후 581년까지 동진을 이어 송(宋)·제(齊)·양(梁)·진(陳) 네 나라가 중국의 남부지역을 지배하면서 북방의 유목민족들이 세운 왕조들과 대립하였다. 장쑤 지역은 초기에는 남조의 영역에 속했으나 시간이 지남에 따라 점점 북조가 지배하는 영역이 넓어져갔다.
581년에는 수나라가 다시 중국을 통일했으나 곧 망하고 당나라가 뒤를 이었다. 당나라 시대까지도 장쑤 지역은 중국의 다른 지역과 견주어 그다지 중요한 지역은 아니었다. 송나라 때에 상인계층이 발달하고 시장 경제가 출현하면서 장쑤 남부지역이 교역의 중심지로 떠올랐다. 1127년 중국 북방 지역이 여진족이 세운 금나라의 판도에 들어가게 되면서 화이허가 송과 금의 경계가 되었다. 장쑤 남부 지역은 중원 지역을 대신해 제국의 경제와 문화, 학술의 중심지가 되었다. 장강과 태호 그리고 촘촘히 발달한 운하 주변에는 크고 작은 상업 도시들이 발전했는데, 쑤저우와 양저우가 대표적인 도시다. 이 도시들은 부와 번영의 대명사로 여겨졌다. 이후 명나라와 청나라 때에도 이 지역의 번영은 계속되었고, 지금도 중국에서 가장 부유한 지역으로 남아있다.
13세기는 원나라가 장쑤 지역을 포함하여 중국을 완전히 지배하기도 하였다. 1368년에는 한족이 몽골 제국을 북원으로 몰아내면서 명나라가 들어선다. 난징은 명의 초기에는 수도였으나 주체(朱棣)의 난이 성공한 후 수도를 훨씬 북쪽의 베이징으로 옮긴다. 장쑤 성은 수도 난징 근처의 지역이었기 때문에 장쑤 지역과 서쪽으로 연접한 안후이 지역은 이 시기에 남직례(南直隸)라는 특수한 지위를 얻게 되는데, '직례'란 조정에서 직접 관장하는 지역이라는 의미이다. 이 시기 동안에도 장쑤 지역은 교역의 중심지로 번영하게 된다.
명나라를 남명으로 몰아내고 중원을 장악한 만주족의 후금인 청나라 왕조는 남직례를 폐지하고 강남성(江南省)으로 이름을 바꾼 다음 곧 강남성을 지금의 장쑤 성과 안후이성으로 나눈다. 1840년대에 서구 세력의 침입이 시작되면서 연해 지역에 위치한 부유한 장쑤 성은 쉽게 서구 세력에 노출된다. 1851년부터 1864년까지 지속된 태평천국의 반란으로 장쑤 성은 다른 어느 지역보다도 큰 타격을 받았다. 광둥성에서 시작되 태평천국 운동은 남중국 대부분은 휩쓸고, 1853년에는 난징을 수도라 하고 천경(天京)이라 부르기에 이르지만, 청 정부군에 의하여 진압된다. 20세기 초에 오면 19세기 중반 난징 조약에 의거하여 개항한 이래 국제적인 무역항으로 발전한 상하이의 배후 지역으로서 민족공업 발전의 중심지가 되었다.
1912년 중화민국이 건국되지만 얼마 가지 않아 군벌들에 의해 분열되며 장쑤 성에는 1927년 장제스가 국민 정부를 수립하고, 장제스는 곧 중국 대부분을 지배하게 된다. 그러나 1937년 중일 전쟁이 벌어지고, 일본군은 이 해 12월 난징을 점령한 후 장장 석 달동안 학살, 강간, 살인 등을 조직적으로 자행한다. 이 사건을 난징대학살이라고 한다. 난징은 동중국을 관할한 일본의 괴뢰정부인 왕징웨이 정부의 수도가 되고 일본의 패망 때까지 장쑤 지역은 이들의 점령하에 있었다.
일제가 물러난 후에는 국민당과 만주를 주 거점으로 한 공산당과의 내전이 벌어졌다. 화이허 전역에서 국민당이 패배함으로써 공산당은 곧 장강을 건너 수도 난징을 접수하였다. 국민당은 패주하여 일단 서쪽으로 달아났다가 곧 타이완으로 중화민국 정부를 옮겨가게 된다.
오늘날 장쑤 성은 개혁개방 이후 중국의 경제를 이끌어가는 중심 지역 가운데 하나이며, 교육이 발달한 지역이기도 하다. 명청 시대에 가장 많은 과거 합격자를 배출한 지역답게 오늘날에도 많은 학자를 낳고 있다.

## 지리
장쑤 성은 북쪽으로는 산둥성, 서쪽으로는 안후이성, 남쪽으로는 저장성과 접하고 있으며 동쪽은 황해에 면해 있다.

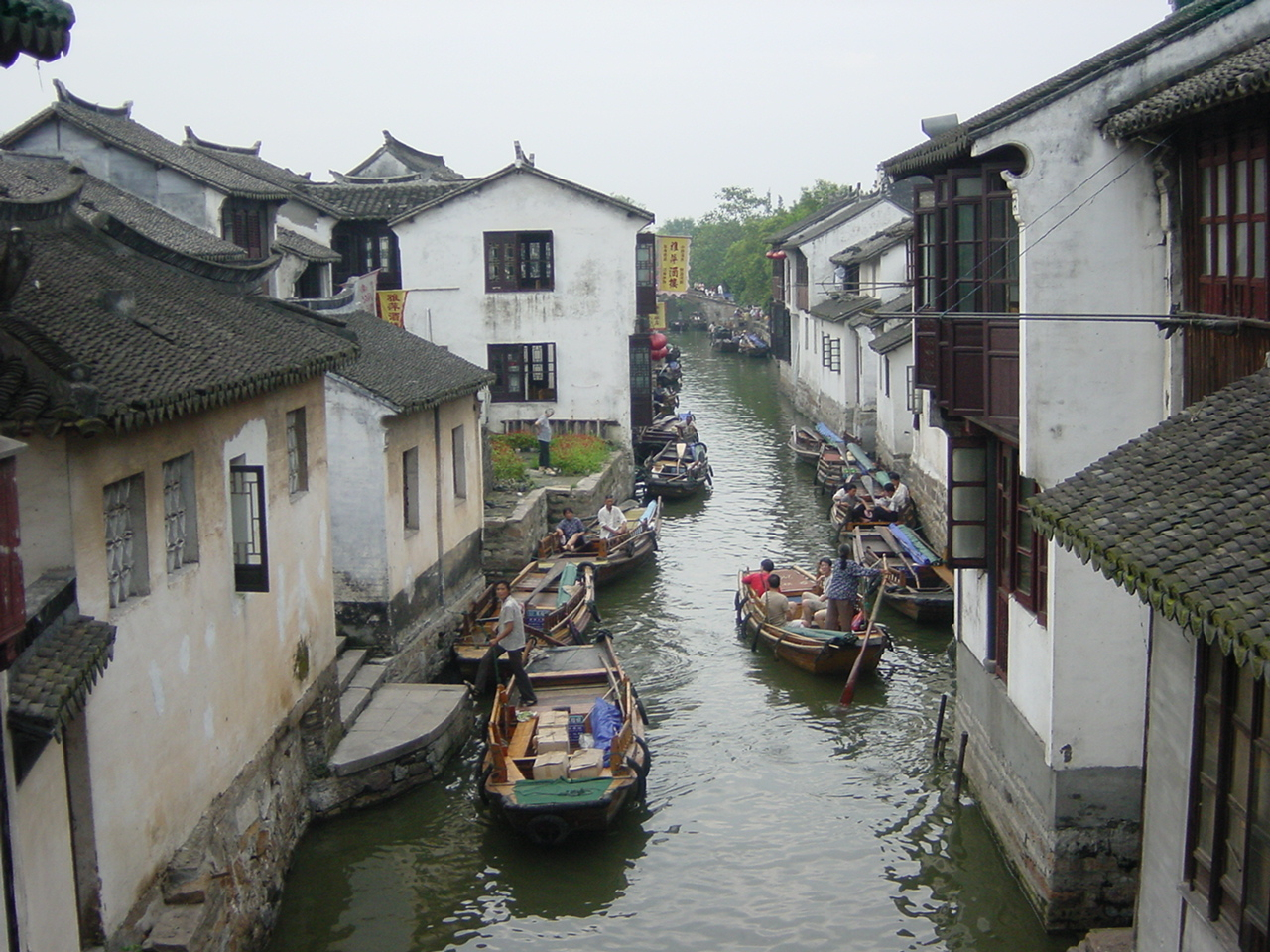
쑤저우의 저우장 진(周莊鎭). 장쑤 남부 지역의 전형적인 소진(小鎭) 풍경.

장쑤 성은 대부분 지역이 해발 고도 50m 이하의 낮은 평원으로 전체 면적의 약 68%를 차지한다. 또한 물이 지표의 약 18%를 차지하기 때문에 ‘물의 고장’이라고 불린다. 실핏줄과 같이 이어진 수로는 농수를 공급하는 관개 시설로 이용되었으며 운하로도 이용되어 이 지역의 상업 경제가 활성화하는 데에 크게 기여했다. 잘 발달한 운하 때문에 이 성의 대표 도시 가운데 하나인 쑤저우는 ‘동방의 베니스’라고도 불린다. 항저우와 베이징을 잇는 대운하가 주요 하천과 교차하며 남북으로 이 지역을 통과하고 있다. 중국에서 세 번째로 큰 담수호인 타이후(太湖) 호수가 장쑤와 저장성의 경계에 위치하며 이 밖에도 여러 개의 큰 호수를 가지고 있다.

## 기후
장쑤 성은 온대와 아열대 계절풍 기후대에 속해 있으며 네 계절이 뚜렷한 편이다. 지역에 따라 1월 평균 기온은 -2 - 4 °C, 7월 평균 기온은 26 - 30 °C이다. 연평균 강우량은 800 - 1200mm로 여름에 집중된다. 봄과 여름 사이에는 ‘메이위(梅雨)’라고 불리는 장마비가 내리며, 늦가을부터 겨울 동안에도 비가 잦은 편이다.

## 행정구역
장쑤 성은 13개 지급행정구(地級行政區)로 나뉘어 있으며 1개의 부성급시와 12개의 지급시로 이루어진다. 지급시 산하에 55개 시할구와 21개 현급시 및 20개 현이 있다
| 장쑤 성의 행정구역 | 장쑤 성의 행정구역   | 장쑤 성의 행정구역 | 장쑤 성의 행정구역 | 장쑤 성의 행정구역 | 장쑤 성의 행정구역 | 장쑤 성의 행정구역 | 장쑤 성의 행정구역 | 장쑤 성의 행정구역 | 장쑤 성의 행정구역 | 장쑤 성의 행정구역 |
| ------------------ | -------------------- | ------------------ | ------------------ | ------------------ | ------------------ | ------------------ | ------------------ | ------------------ | ------------------ | ------------------ |
|                    |                      |                    |                    |                    |                    |                    |                    |                    |                    |                    |
| No.                | 이름                 | 한자               | 병음               | 면적 (Km2)         | 인구 (2010년)      | 시청소재지         |                    |                    |                    |                    |
| 부성급시           |                      |                    |                    |                    |                    |                    |                    |                    |                    |                    |
| 1                  | 난징시 (남경시)      | 南京市             | Nánjīng Shì        | 6582.31            | 8,004,680          | 쉬안우 구          |                    |                    |                    |                    |
| 지급시             |                      |                    |                    |                    |                    |                    |                    |                    |                    |                    |
| 2                  | 우시 시 (무석시)     | 无锡市             | Wúxī Shì           | 4787.61            | 6,372,624          | 빈후 구            |                    |                    |                    |                    |
| 3                  | 쉬저우 시 (서주시)   | 徐州市             | Xúzhōu Shì         | 11764.88           | 8,580,500          | 윈룽 구            |                    |                    |                    |                    |
| 4                  | 창저우 시 (상주시)   | 常州市             | Chángzhōu Shì      | 4384.57            | 4,591,972          | 신베이 구          |                    |                    |                    |                    |
| 5                  | 쑤저우 시 (소주시)   | 苏州市             | Sūzhōu Shì         | 8488.42            | 10,465,994         | 구쑤 구            |                    |                    |                    |                    |
| 6                  | 난퉁 시 (남통시)     | 南通市             | Nántōng Shì        | 8001.00            | 7,282,835          | 충촨 구            |                    |                    |                    |                    |
| 7                  | 롄윈강 시 (연운항시) | 连云港市           | Liányúngǎng Shì    | 7615.29            | 4,393,914          | 하이저우 구        |                    |                    |                    |                    |
| 8                  | 화이안 시 (회안시)   | 淮安市             | Huái'ān Shì        | 9949.97            | 4,799,889          | 화이안 구          |                    |                    |                    |                    |
| 9                  | 옌청 시 (염성시)     | 盐城市             | Yánchéng Shì       | 16972.42           | 7,260,240          | 팅후 구            |                    |                    |                    |                    |
| 10                 | 양저우 시 (양주시)   | 扬州市             | Yángzhōu Shì       | 6591.21            | 4,459,760          | 광링 구            |                    |                    |                    |                    |
| 11                 | 전장 시 (진강시)     | 镇江市             | Zhènjiāng Shì      | 3840.32            | 3,113,384          | 징커우 구          |                    |                    |                    |                    |
| 12                 | 타이저우 시 (태주시) | 泰州市             | Tàizhōu Shì        | 5787.26            | 4,618,558          | 하이링 구          |                    |                    |                    |                    |
| 13                 | 쑤첸 시 (숙천시)     | 宿迁市             | Sùqiān Shì         | 8555.00            | 4,715,553          | 쑤청 구            |                    |                    |                    |                    |

## 인구
장쑤 성의 인구는 2004년 기준, 74,330,000명으로 이는 중국의 여러 성급 행정구 가운데 다섯 번째로 많은 숫자다. 인구밀도는 724/km2로 전국 4위이며 남부 도시들의 인구밀도가 특히 높다. 도시 지역 인구와 비도시 지역 인구가 대략 비슷하다. 한족이 인구의 99.6%를 차지하며 후이족, 만주족 등이 살고 있다. 소수민족의 수가 특히 적은 성에 속한다.

## 경제

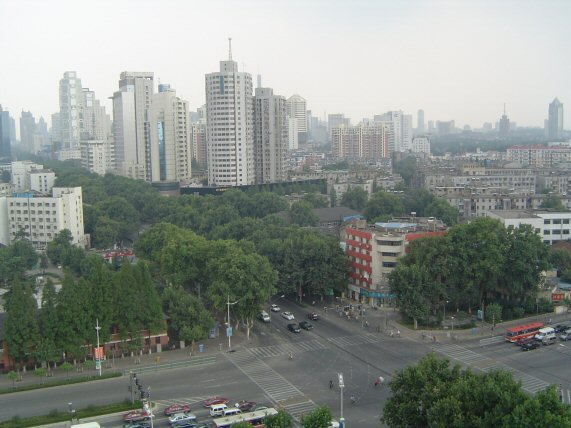
성도 난징의 도심

장쑤 성은 남조 시대 이래로 본격적으로 개발되기 시작했다. 특히 장강 이남 지역은 송, 원, 명, 청 시대에 줄곧 농업과 상공업의 중심 지역이었다. 태평천국의 전란을 겪으며 한때 쇠락하기도 했으나 19세기 중반 이래 무역항으로 발전한 상하이의 배후 지역으로 민족공업이 신속히 발전했다. 개혁개방의 실시된 이래 상하이, 광둥성, 저장성과 함께 중국의 시장경제 발전을 견인하고 있다.
장쑤 성은 잘 발달된 관개시설을 기반으로 예로부터 쌀, 보리 등의 곡물 농업이 발달했고, 면화 등의 상품 작물 재배도 일찍부터 이루어졌다. 또한 타이 후 호수 유역은 당, 송 시대 이래로 중국의 주요 잠사(실크) 생산지였다. 이러한 기반 위에 수공업과 상업이 발달했으며, 양저우, 쑤저우 등의 도시들은 각기 소금, 미곡 교역의 중심지로 호황을 누렸다. 수자원이 풍부하여 민물 어로와 양식이 활발히 이루어지고 있으며 최근에는 담수 진주도 양산되고 있다.
부존자원으로는 석탄, 석유, 천연가스가 있으며 암염, 황 등의 비금속 자원이 특히 풍부하다. 특히 화이안(淮安) 지역은 중국에서 가장 많은 양의 암염을 보유하고 있다.
장쑤 성은 면직업, 견직업과 식품업 등 경공업이 우세한 지역이었으나 중화인민공화국 수립 이후로는 화학공업, 건축자재업 등이 도입되었으며, 개혁개방 이후로는 전기전자, 하이테크 산업이 집중되고 있다. 1994년 쑤저우 시 외곽의 중국-싱가폴 쑤저우 공업 단지는 중국 내 유일하게 단일 외국 국가로부터 전액 투자를 받아 설립된 공업 단지로 삼성, 히다치 등 세계 유수의 하이테크 기업이 생산, 연구 시설을 운영하고 있다.
장쑤 성은 오늘날 중국에서 상하이 시, 저장성, 광둥성 등과 함께 가장 부유한 지역에 속한다. 하지만 장강을 경계로 남북의 지역 격차가 매우 크게 나타난다. 특히 남부의 쑤저우, 우시(無錫)와 같은 도시는 성 내 다른 지역에 비해 두 배 가까운 가구당 소득을 올리고 있다.
장쑤 남부 지역은 예로부터 경제력을 기반으로 문화와 예술이 꽃피운 곳이기도 하다. 이를 바탕으로 관광산업과 문화산업이 또한 발달했다. 쑤저우의 전통 정원은 유네스코 문화유산으로 등록되어 있으며 해마다 수많은 관광객을 끌어들이는 관광자원이다. 우시는 1990년대 들어 영화산업을 적극 육성하고 있으며, 역사극의 촬영에 사용된 세트장은 위락시설로 개조되어 일반에 공개하고 있다.
2004년 기준으로 13.5%의 성장률을 보였으며, GDP 총액에서 1, 2, 3차 산업이 차지한 비중은 각각 8.9%, 54.5%, 36.6%이며, 공공부문과 민영부문이 차지한 비중은 각각 49.0%, 51.0%로 산업의 민영화 비율이 높은 축에 든다.

## 스포츠
중국 슈퍼 리그에서 활약하고 있는 장쑤 슌톈 축구 클럽이 있다.